# Natasha Baker
Natasha Baker (nacida el 30 de diciembre de 1989) es una  atleta paralímpica de hípica adaptada británica que ganó dos medallas de oro en los Juegos Paralímpicos de Londres 2012, y tres en los Juegos Paralímpicos de Río de Janeiro 2016.

## Vida personal
Baker nació el 30 de diciembre de 1989 en Hammersmith, Londres, Inglaterra.  A los 14 meses contrajo mielitis transversa, una inflamación en su columna que afectó sus terminaciones nerviosas. Quedó con debilidad y sin sensación en las piernas.

## Equitación
Natasha Baker comenzó a montar a caballo cuando su fisioterapeuta dijo que le ayudaría a fortalecer sus músculos. Ella comenzó a montar de manera competitiva a la edad de nueve años en su Asociación de Equitación para Discapacitados en Buckinghamshire. 1] Mientras veía los Juegos Paralímpicos de Sídney 2000, a los diez años, decidió que quería competir en los Juegos Paralímpicos. Como le falta fuerza en las piernas, entrena a sus caballos para que respondan a su voz y a los movimientos que puede hacer en la silla de montar. Compite en la clasificación paralímpica de grado II.
En 2011, hizo su primera aparición en un campeonato sénior, compitiendo en el Campeonato Europeo celebrado en Moorslede, Bélgica, donde ganó medallas de oro tanto en las pruebas individuales como en las de estilo libre de grado II.
Fue seleccionada como parte de la doma clásica de Gran Bretaña en los Juegos Paralímpicos de Londres 2012. En el evento de prueba individual de grado II, Baker, montando a Cabral, un caballo castrado de 11 años, obtuvo un 76,857% para establecer un nuevo récord paralímpico en la clasificación de grado II y ganar la medalla de oro por delante de la campeona defensora alemana Britta Napel que ganó la plata con una puntuación de 76,000%. Ganó su segunda medalla de oro de los Juegos en la prueba individual de estilo libre de grado II. Estableció un nuevo récord paralímpico de 82.800% al vencer a la segunda clasificada Napel por más de un 5%.
Baker fue nombrada Miembro de la Orden del Imperio Británico (MBE) en los Honores de Año Nuevo 2013 por sus servicios a la equitación.